# 卡萝尔·桑切斯
卡萝尔·桑切斯·克鲁斯（西班牙語：Carol Sánchez Cruz；1986年4月16日—），哥斯达黎加女子足球运动员，司职后卫，目前效力于圣塔菲独立和哥斯达黎加国家女子足球队。她曾代表哥斯达黎加参加2022年中北美洲及加勒比海女子足球锦标赛和2023年国际足联女子世界杯等多场国际赛事。